# Estación de Cancún Aeropuerto
Cancún Aeropuerto es una terminal de ferrocarril en Cancún, Quintana Roo. La estación permite conectar y atender el transporte local y el turismo de Cancún y sus alrededores con otras partes de la Península de Yucatán. El 15 de diciembre de 2023 fue inaugurada la estación en la ruta hacia San Francisco de Campeche, a finales de ese mismo mes se inauguró el trayecto de ida hacia la Palenque, y el 29 de febrero de 2024 el que se dirigía hacia la Playa del Carmen.
La estación cuenta con una conexión directa gratis con el Aeropuerto, esto gracias a un servicio de autobuses el cual conecta la estación con las 4 terminales del aeropuerto. Además de que la compañía ADO da servicios hacia el centro de Cancún.

## Historia
El candidato Andrés Manuel López Obrador, anunció en su campaña presidencial del 2018 el proyecto del Tren Maya. El 13 de agosto de 2018 anunció el trazo completo. El recorrido de la nueva ruta del Tren Maya puso a la estación de Cancún Aeropuerto como el pilar del proyecto, proyectandose como la estación más importante de la ruta.

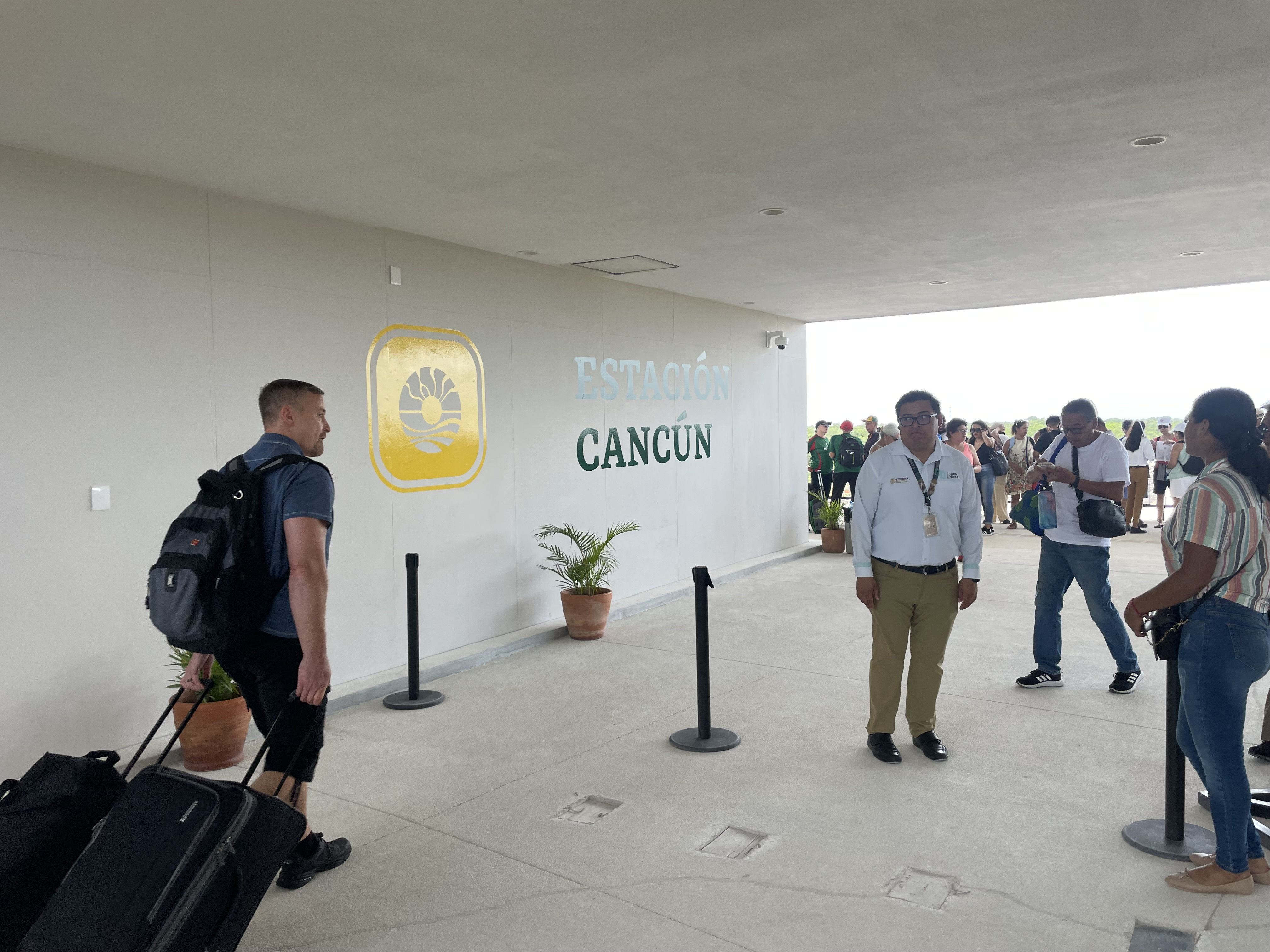
Interior de la estación.

En julio de 2023, en los talleres y cocheras adyacente estación, llegaron los primeros vagones del Tren Maya. Para el 15 de diciembre de 2023, el presidente Andrés Manuel López Obrador inauguró el Tren Maya con dirrecion a San Francisco de Campeche, consecuntivamente luego hizo lo mismo hacia Palenque y Playa del Carmen.
Actualmente, la estación en Cancún Aeropuerto se encuentra abierta y recibe a viajeros locales, nacionales e internacionales.

## Características
La empresa ICA, es responsable de construir el tramo 4 del Tren Maya y por también de la estación en Cancún, en la cual confluyen dos trazos: el 4, que conecta a Cancún con Izamal, y el 5, que va de Cancún hasta la ciudad a Playa del Carmen. La estación de Cancún es la más grande en toda la extensión del tren, además de que tendrá una gran conexión con el aeropuerto internacional.
La estación abarca una superficie de 34 mil 745 metros cuadrados, la cual fue un diseño de TEN Arquitectos. En este espacio se cuentan con áreas de descanso, restaurantes, tiendas de artesanías y servicios de asistencia turística.